# Du'an
Du'an (en chino, 都安; pinyin, Dū'ān, en zhuang, Duh'anh) es un condado autónomo bajo la administración directa de la Prefectura Hechi en la Región autónoma de Guangxi, República Popular China. Su área es de 4087 km² y su población total para 2020 superó los 530 mil habitantes.

## Administración
Desde 2022, el condado autónomo de Du'an se divide en 19 pueblos que se administran en 10 poblados y 9 villas.

## Toponimia
El condado Du'an se formó mediante la fusión de las jefaturas Duyang (都阳土司) y Anding (安定土司), de ahí su nombre Du-An.
Como las otras regiones autónomas, se caracteriza por estar asociada a un grupo étnico minoritario, en este caso, los yaos. La región recibió la condición de "autónomo" cuando se estableció el Condado autónomo yao de Du'an en mayo de 1955.

## Historia
Durante la dinastía Ming (1425), se dividió una prefectura en trece fuertes, entre los que se encontraba Duyang (都阳) y Anding (安定).
En el cuarto año de la República China (1915), las jefaturas Duyang y Anding se combinaron y se estableció el condado Du'an.
En 1955, se abolió el condado de Du'an y se estableció como condado étnico .